# 勃固縣
勃固縣為緬甸勃固省轄下的縣，其區域面積為13,270.0平方公里，2014年人口1,770,785人。該縣下分8個鎮區。勃固為勃固縣及勃固省之首府。

## 鎮區
以下為勃固縣的鎮區：
- 勃固鎮（Bago Township）
- 岱烏鎮（Daik-U Township）
- 格瓦鎮（Kawa Township）
- 皎德加鎮（Kyauktaga Township）
- 良禮彬鎮（Nyaunglebin Township）
- 瑞景鎮（Shwegyin Township）
- 達納賓鎮（Thanatpin Township）
- 沃鎮（Waw Township）